# Oficjałów (gromada)
Oficjałów (do 28 II 1956 Karwów; od 31 XII 1961 Opatów) – dawna gromada, czyli najmniejsza jednostka podziału terytorialnego Polskiej Rzeczypospolitej Ludowej w latach 1954–1972.
Gromady, z gromadzkimi radami narodowymi (GRN) jako organami władzy najniższego stopnia na wsi, funkcjonowały od reformy reorganizującej administrację wiejską przeprowadzonej jesienią 1954 do momentu ich zniesienia z dniem 1 stycznia 1973, tym samym wypierając organizację gminną w latach 1954–1972.
Gromadę Oficjałów z siedzibą GRN w Oficjałowie utworzono 29 lutego 1956 roku w powiecie opatowskim w woj. kieleckim w związku z przeniesieniem siedziby GRN gromady Karwów z Karwowa do Oficjałowa i przemianowaniem jednostki na gromada Oficjałów.
1 stycznia 1959 do gromady Oficjałów przyłączono obszar zniesionej gromady Brzezie, przenosząc równocześnie siedzibę gromady Oficjałów do miasta Opatów.
Gromadę zniesiono 31 grudnia 1961 przez przemianowanie jednostki na gromada Opatów.